# Ali Mutashar
Ali Mutashar (arab. علي مطشر; ur. 26 września 1989 w Bagdadzie) – iracki piłkarz występujący na pozycji bramkarza w drużynie Al-Talaba.

## Kariera piłkarska
Ali Mutashar jest wychowankiem klubu Al-Kadhmiya. W 2007 przeszedł do zespołu Al-Naft. Od 2009 gra w drużynie Al-Talaba. W 2010 zadebiutował w reprezentacji Iraku. W 2011 został powołany na Puchar Azji, gdzie był rezerwowym bramkarzem.